# Reteos Berberian
Reteos Berberian (arménien : Ռեթէոս Պէրպէրեան), né le 10 octobre 1848 à Constantinople et mort le 6 avril 1907 dans la même ville, est un enseignant, pédagogue et écrivain arménien ottoman, principalement connu pour être le fondateur et le premier directeur de l'école Berberian.

## Biographie
Reteos Berberian naît à Hasköy (dans le quartier de Beyoğlu de Constantinople) le 10 octobre 1848.
Il fait ses études à l'école Nersessian, dont il sort en 1866. Il caresse l'idée de fonder sa propre école dès le plus jeune âge, ambition qu'il réalise en 1876 en fondant l'école Berberian. Il en élabore le programme et la dirige jusqu'à sa mort. Ses deux fils lui succèdent à la direction de l'établissement : Onnig entre 1909 et 1911, et Shahan entre 1911 et 1922.
Reteos Berberian est influencé par l’œuvre d'Alphonse de Lamartine, dont il est un traducteur, notamment du poème La Mort de Socrate qu'il traduit en arménien classique à l'âge de 19 ans.
Il publie un certain nombre d'articles dans le journal arménien Yergrakunt (« Le Globe »), compilés dans un ouvrage intitulé Մարդիկ եւ իրք (Martig yev irk) pour la période 1883-1884.
Il est surnommé le « Père des érudits » et le « Professeur en chef » par le patriarche arménien de Constantinople Malachia Ormanian.
Il meurt le 6 avril 1907 dans le quartier stambouliote d'Üsküdar et est enterré dans le cimetière arménien de Bağlarbaşi.

### Descendance
Reteos Berberian a trois enfants, une fille et deux fils : Mannig (1883-1960), Onnig (1888-1959) et Chahan (1891-1956).
Son arrière-petit-fils (et le petit-fils de Shahan), Vanik Berberian, est maire de la commune française de Gargilesse-Dampierre.

## Œuvre[2]
- (hy) Առաջին տերեւք [« Les premières feuilles »], Constantinople, Impr. E. M. Dndéssian,‎ 1877, 233 p. (lire en ligne) : recueil de poèmes inspirés du romantisme français, en particulier de l’œuvre d'Alphonse de Lamartine
- (hy) Մարդիկ եւ իրք [« Hommes et objets »], Constantinople, Impr. K. Baghdadlian,‎ 1885, 282 p. (lire en ligne) : recueil d'articles publiés dans Yergrakunt
- (hy) Դաստիարակի մը խօսքերը [« Paroles d'un professeur »], Vienne, Impr. de la Congrégation des pères mékhitaristes,‎ 1901, 224 p. (lire en ligne) : recueil de conférences, de cours, etc. sur l'éducation d'un point de vue idéaliste et contre une approche matérialiste
- (hy) Խօսք եւ յուշեր [« Paroles et souvenirs »],‎ 1903 : recueil de poèmes nostalgiques écrits après la mort de sa femme en 1903
- (hy) Դպրոց եւ դպրութիւն [« École et éducation »], Vienne, Impr. de la Congrégation des pères mékhitaristes,‎ 1907, 431 p. (lire en ligne) : publié peu avant sa mort, ce recueil d'articles traite d'éducation et de pédagogie